# Parc national des Great Smoky Mountains
Le parc national des Great Smoky Mountains (en anglais Great Smoky Mountains National Park) est un parc national américain situé aux États-Unis, dans les États du Tennessee et de la Caroline du Nord. Des plans furent établis dès 1934 et le parc fut officiellement inauguré le 2 septembre 1940 par le président Franklin Delano Roosevelt. Il englobe les crêtes des Great Smoky Mountains qui font partie des Blue Ridge Mountains. Il est le parc qui attire le plus de visiteurs parmi tous les parcs nationaux américains, avec plus de 9 millions de personnes chaque année. Il est devenu un site du patrimoine mondial en 1983.
Il est traversé de part en part par le sentier des Appalaches. Sa surface de 2 108 km2 en fait l'une des plus grandes zones protégées de l'Est des États-Unis. Les entrées principales se trouvent sur la route US 441 à Cherokee du côté de la Caroline du Nord et de Gatlinburg du côté du Tennessee.

## Histoire
Avant l'arrivée des colons européens, le parc faisait partie des terres de la tribu Cherokee. L'installation des pionniers commença au XVIIIe siècle et au début du XIXe siècle. En 1830 le président Andrew Jackson signa l'Indian Removal Act débutant ainsi l'expulsion de toutes les tribus indiennes situées à l'est du Mississippi vers l'actuel État de l'Oklahoma. La plupart des Cherokees partit, mais quelques-uns, conduits par Tsali, se réfugièrent dans les Great Smoky Mountains. Certains de leurs descendants vivent dans la réserve de Qualla située au sud du parc (plus exactement la Qualla boundary qui n'est pas une réserve indienne au sens habituel, c'est-à-dire créée par le gouvernement américain ou un Etat fédéré, mais un trust créé par des Indiens Cherokees qui eurent l'idée d'acheter leurs propres terres et de se faire délivrer des titres de propriété reconnus par le droit américain afin d'être protégés par lui).

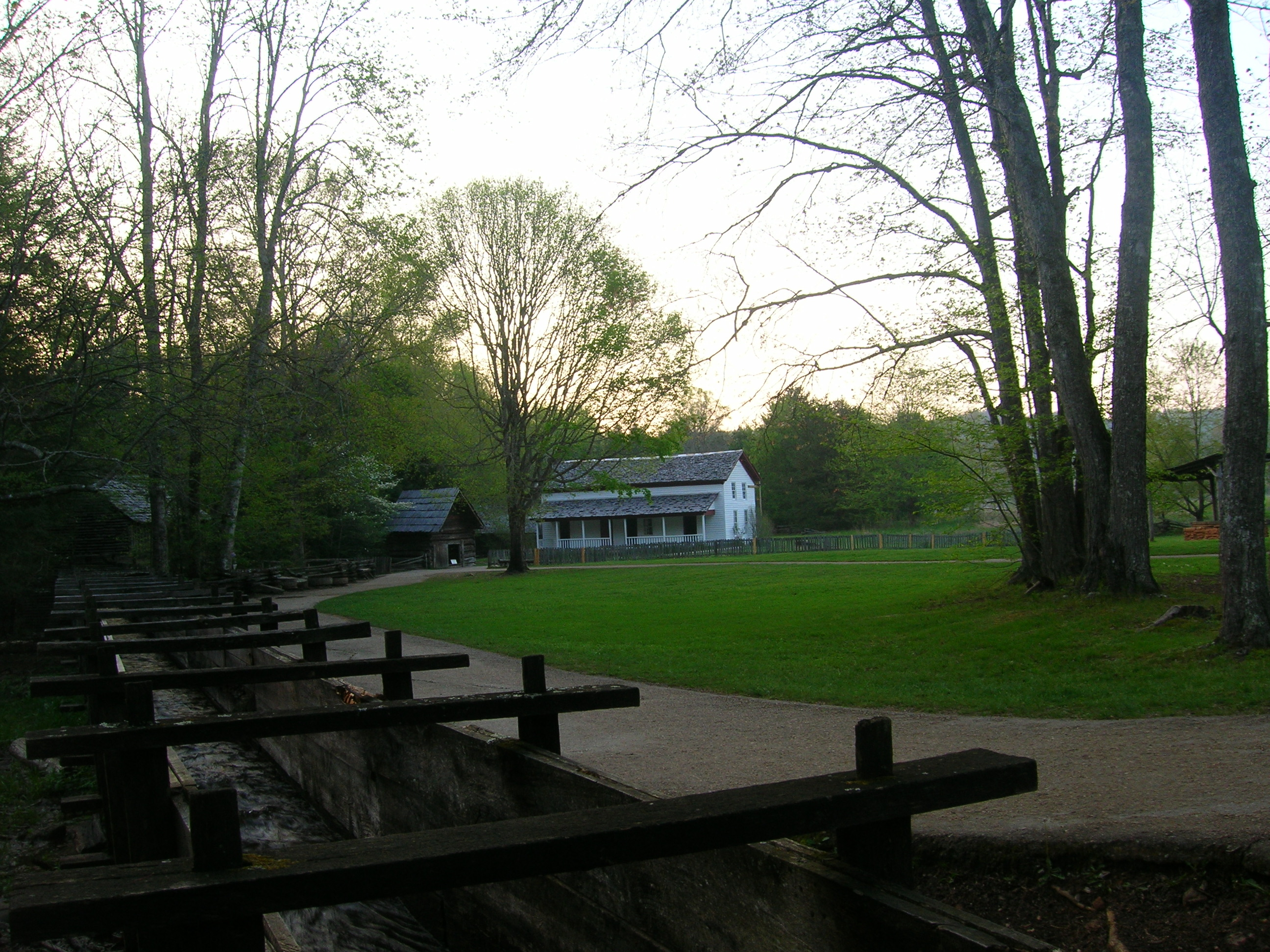
Habitation John Cable à Cades Cove.

Après l'installation des Européens, l'industrie du bois prit de l'ampleur et une ligne de train, la Little River Railroad, fut construite à la fin du XIXe siècle pour transporter le bois depuis les lieux les plus reculés de la région. La coupe effrénée d'arbres détériorant le paysage, des visiteurs et des locaux s'associèrent pour lever des fonds afin de préserver la zone. Le National Park Service souhaitait un parc dans l'est du pays, mais ne voulait pas dépenser d'argent pour le créer. Bien qu'autorisée par le Congrès en 1926, la création du parc prit du temps car il n'y avait pas suffisamment de terrains qui étaient propriété de l'État fédéral. John Rockefeller Jr. fit un don de 5 millions de dollars, le gouvernement des États-Unis ajouta 2 millions de dollars et des citoyens du Tennessee et de Caroline du Nord participèrent pour assembler le terrain du parc, lot par lot. Le parc fut officiellement créé le 15 juin 1934. Durant la Grande Dépression, le Civilian Conservation Corps, la Work Projects Administration et d'autres institutions fédérales créèrent des sentiers, des tours de surveillance d'incendies et d'autres infrastructures pour améliorer le parc.
Le parc fut déclaré réserve de biosphère en 1988, et classé au patrimoine mondial de l’UNESCO en 1983.

## Géographie

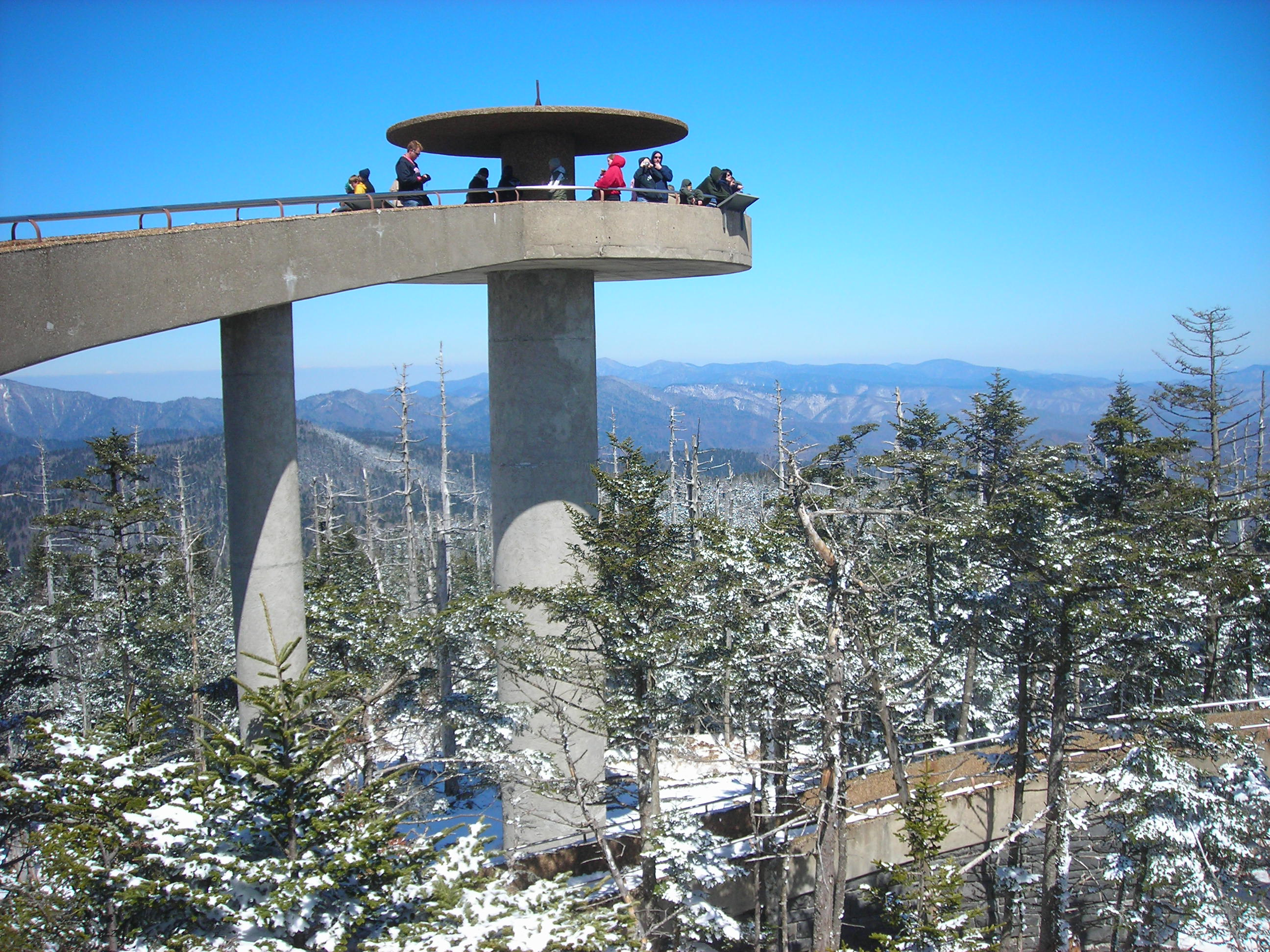
La tour d'observation du dôme Clingmans, sommet du parc.

L'altitude du parc varie de 276 mètres à l'entrée Abrams Creek jusqu'à 2 025 mètres au sommet du dôme Clingmans. Seize sommets dépassent l'altitude de 1 500 mètres.
Les variations de l'altitude dans le parc reproduisent les changements de latitude que l'on trouve dans l'ensemble de la partie orientale des États-Unis. En effet, gravir les montagnes est comparable à effectuer un voyage du Tennessee au Canada : les plantes et les animaux communs en Nouvelle-Angleterre ont trouvé leurs niches écologiques appropriées aux altitudes plus élevées du parc, alors que les espèces méridionales existent dans les secteurs de basse altitude.
Durant la plus récente glaciation, l'orientation nord-est/sud-ouest des Appalaches a permis aux différentes espèces de migrer vers le sud le long des pentes. Quand le climat s'est réchauffé, les espèces nordiques se sont retirées en altitude et vers le nord.
Le parc possède une hygrométrie élevée et les précipitations y sont importantes, allant de 1 400 mm par an dans les vallées jusque 2 200 mm par an sur les sommets. La quasi-totalité du parc a un climat continental humide semblable à celui que l'on trouve bien plus au nord aux États-Unis, ce qui diffère des plaines proches plus chaudes qui possèdent un climat subtropical humide. Le parc est boisé à 95 %, dont un quart de forêt primaire dont beaucoup d'arbres datent d'avant l'arrivée des Européens. C'est l'une des plus grandes zones de forêt primaire tempérée composées de feuillus d'Amérique du Nord.

## Faune et flore
Les différentes altitudes, les précipitations abondantes ainsi que la forêt primaire donnent au parc une richesse biotopique inhabituelle. Il existe au moins 10 000 espèces de plantes et d'animaux dans le parc. On estime également que 90 000 espèces non répertoriées seraient présentes.

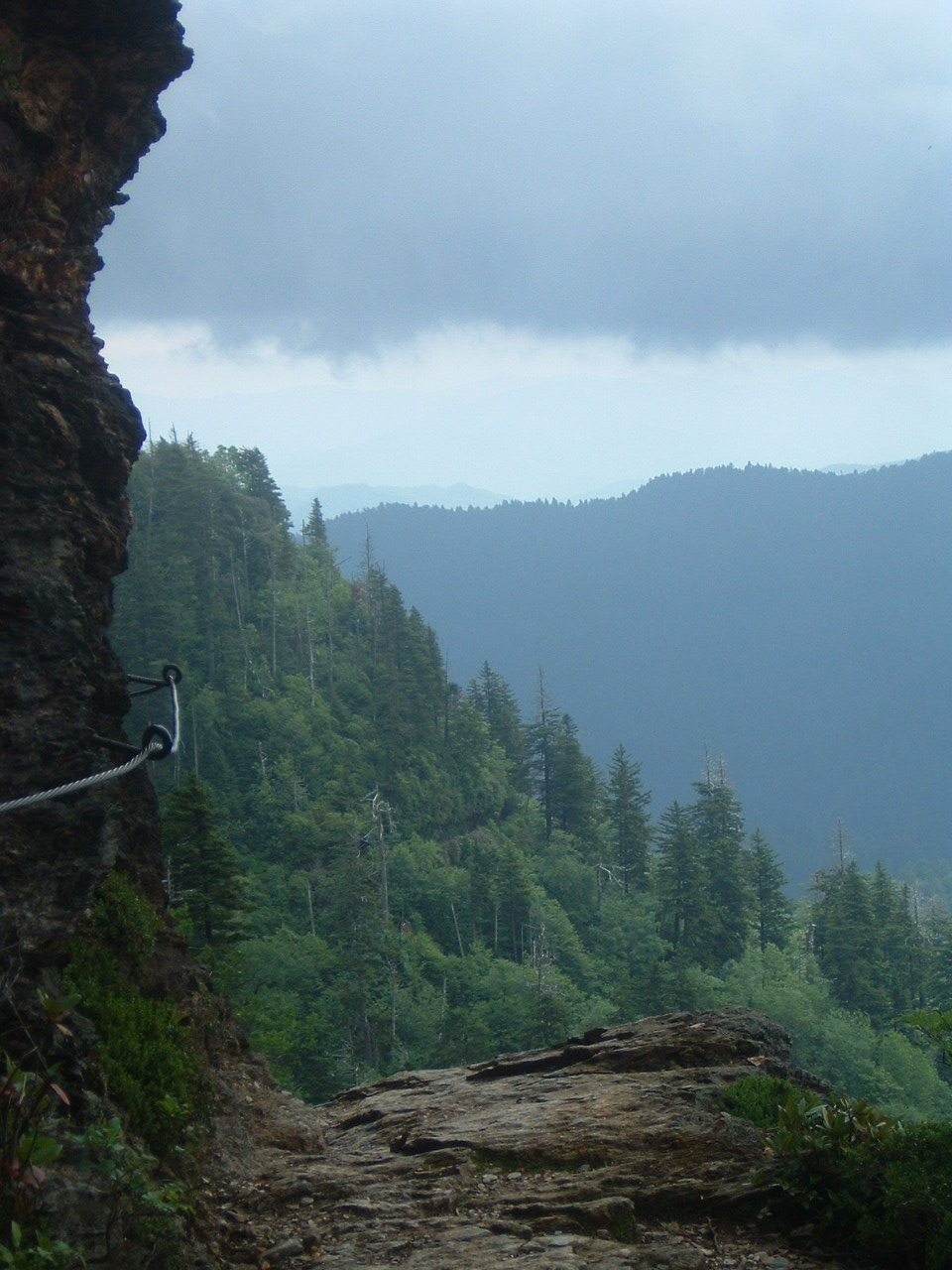
Le sentier Alum Cave Bluffs qui gravit le Mont Le Conte offre une vue dégagée sur les Great Smoky Mountains.

Le personnel du parc recense ainsi plus de 200 espèces d'oiseaux, 66 espèces de mammifères, 50 espèces de poissons, 39 espèces de reptiles et 43 espèces d'amphibiens, dont un grand nombre de salamandres sans poumons. Le parc est un site important pour les salamandres. Le parc compte également une grande population d'ours noirs, d'au moins 1 800 individus. Une réintroduction expérimentale de wapitis, un grand cervidé, a commencé en 2001. Il abrite également des mammifères tels que le raton laveur, le lynx roux, deux espèces de renard, la loutre de rivière, la marmotte des bois, le castor, deux espèces d’écureuil, l’opossum, le coyote, le cerf de Virginie, le tamia, deux espèces de mouffette et diverses espèces de chauves-souris.
Plus de 100 espèces d'arbres sont présentes dans le parc. Les régions basses sont dominées par des forêts de feuillus tandis que les zones en altitude sont peuplées de conifères. De plus, le parc compte plus 5 400 espèces de végétaux dont plus de 1 400 espèces de fleurs.

## Activités

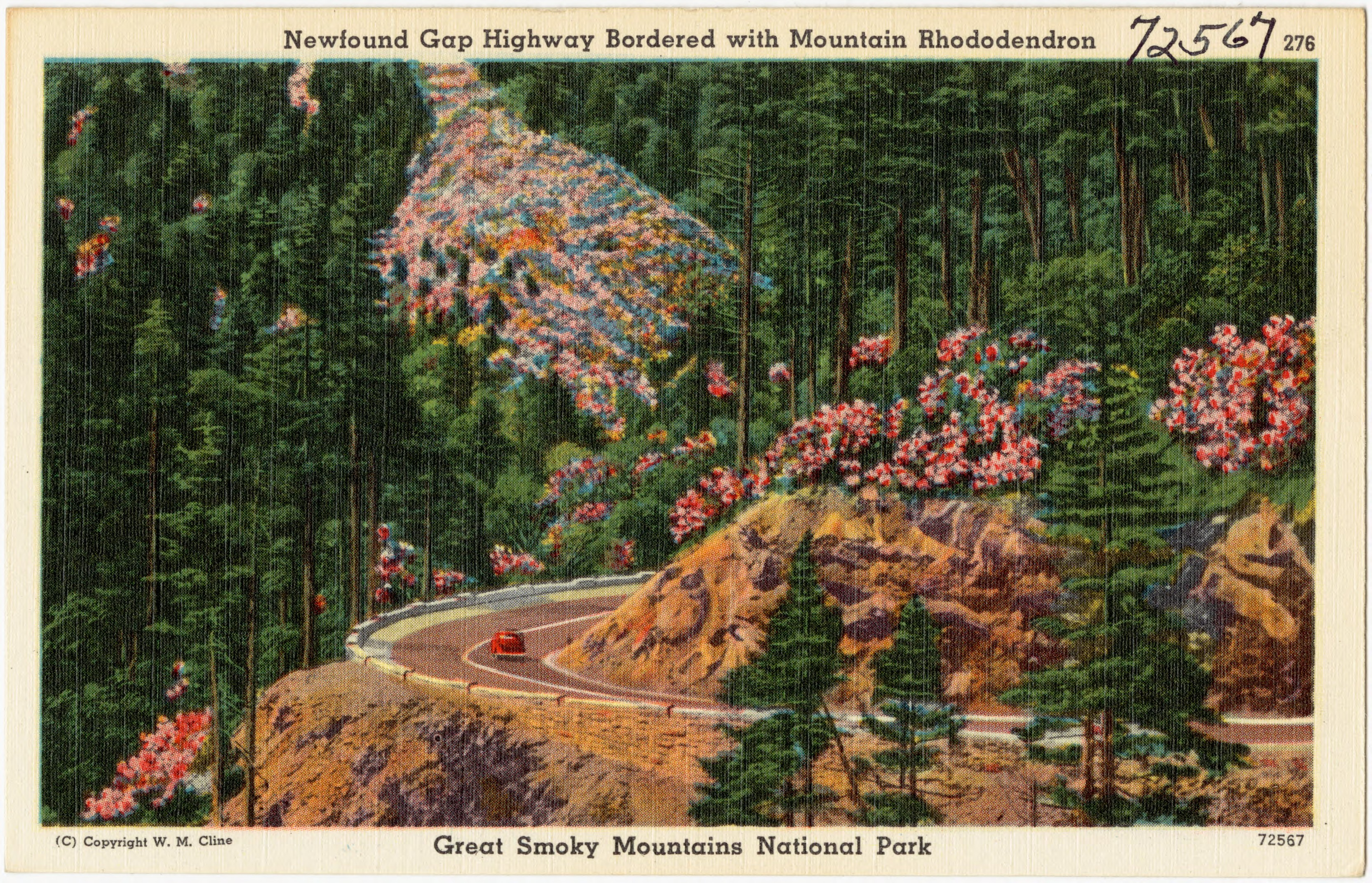
Newfound Gap Highway (carte postale des années 1930).

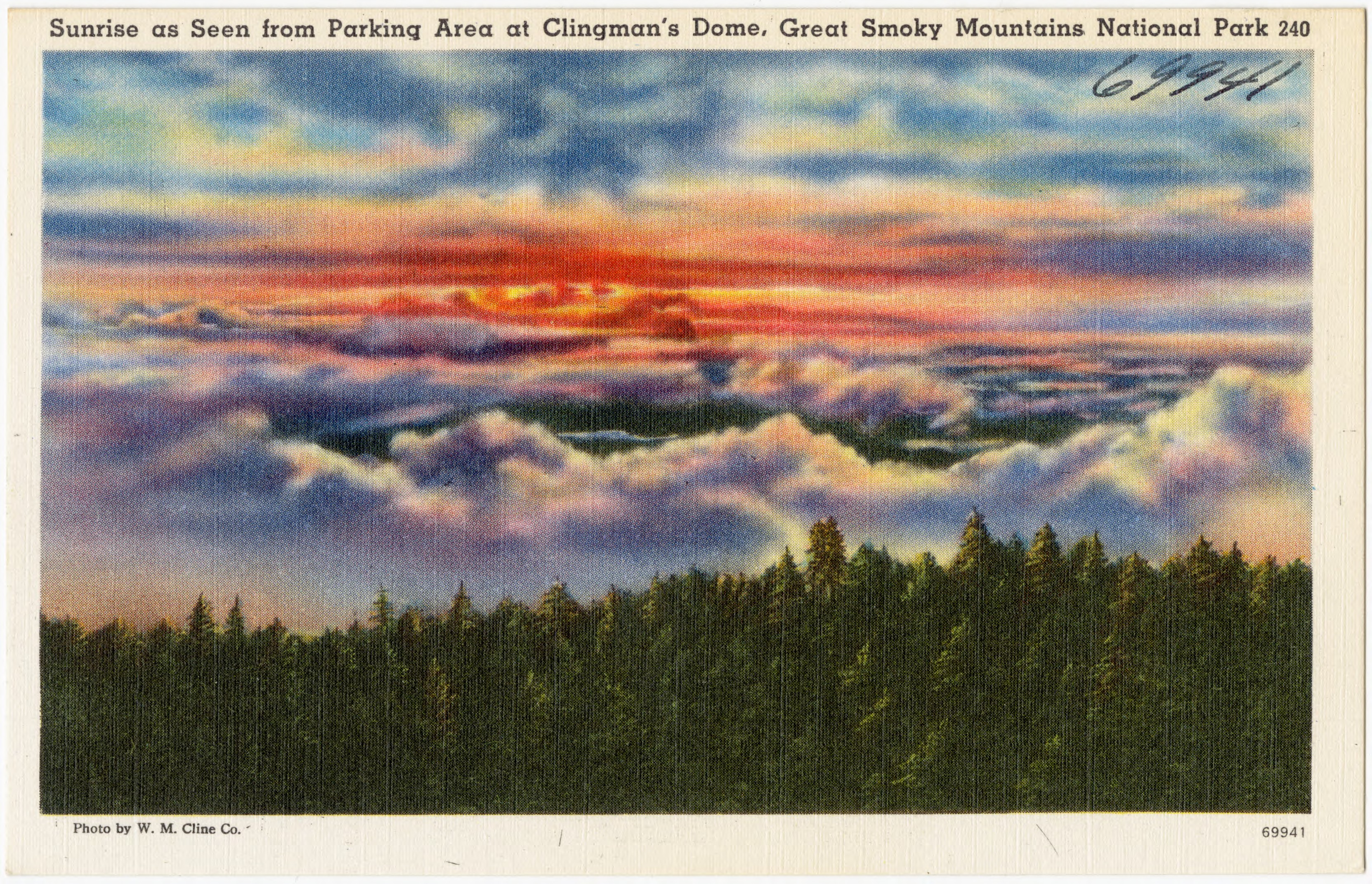
Clingman's Dome (carte postale des années 1930).

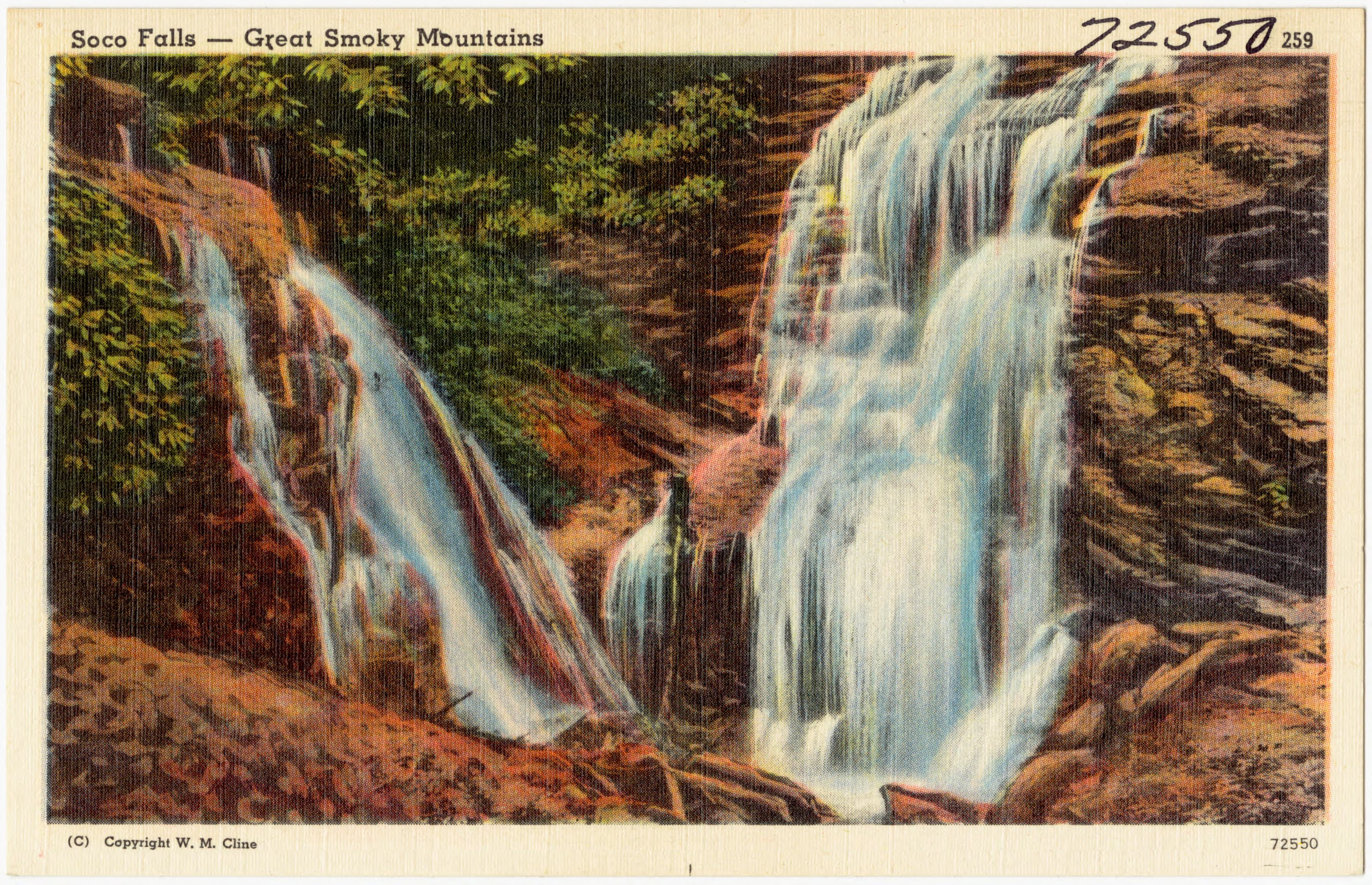
Soco Falls (carte postale des années 1930).

Le parc des Great Smoky Mountains National Park est une attraction touristique majeure de la région : environ 12.5 millions de touristes l'ont visité en 2019 en faisant le troisième parc national américain le plus visité. Les villes voisines en vivent et doivent une partie importante de leurs revenus au tourisme dans le parc.
Les deux principaux centres d'information sont le Sugarlands Visitors' Center près de Gatlinburg et l'Oconaluftee Visitors' Center près de Cherokee. Ils présentent des expositions sur la faune, la flore, la géologie et l'histoire du parc. On y trouve également des livres, cartes et souvenirs. À Oconaluftee se trouve en outre le Mountain Farm Museum, un musée en plein air gratuit qui rassemble d'anciens bâtiments agricoles autour de la John Davis House, une maison en bois traditionnelle.
La route US 441 (également appelée Newfound Gap Road) traverse le parc de part en part et fournit un accès routier à de nombreux sentiers et points de vue, principalement ceux du col de Newfound Gap. Situé à une altitude de 1 539 m, ce col, le plus bas de la chaîne de montagne, se situe près du centre du parc à la limite entre le Tennessee et la Caroline du Nord. C'est ici, depuis le mémorial Rockefeller, que le président Roosevelt a inauguré le parc. Par temps clair, le lieu offre une des plus belles vues accessibles par route du parc.
Le parc présente un certain nombre d'attractions historiques. Le site le mieux préservé et le plus populaire est celui de Cades Cove, une vallée avec des fermes de pionniers et des églises préservées. Un circuit à parcourir à vélo ou en voiture permet de découvrir la vie des pionniers dans les Appalaches. Les autres sites historiques sont : Roaring Fork, Cataloochee, Elkmont et Oconaluftee (Oconaluftee Archeological District).

### Randonnée

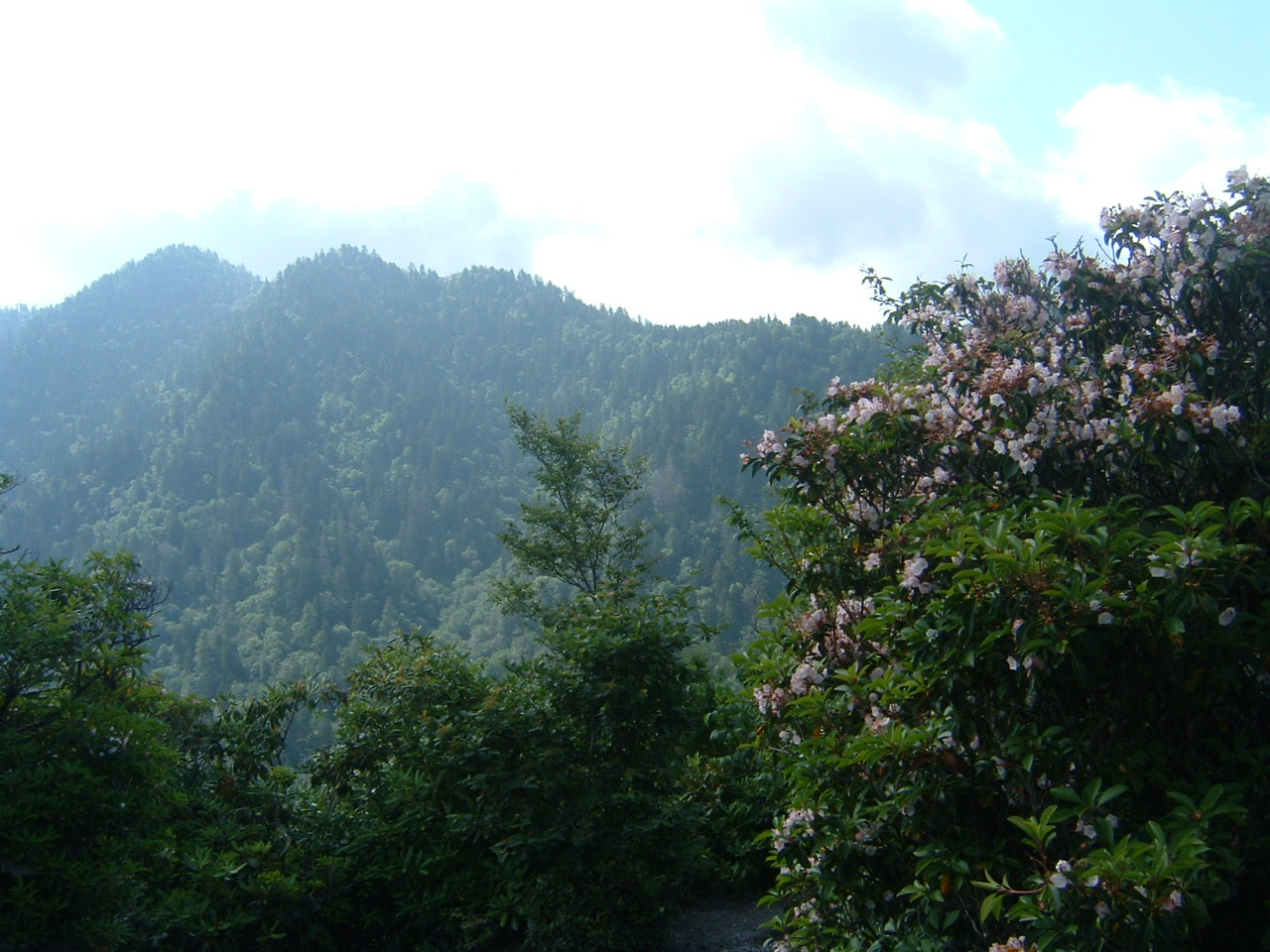
Les Chimney Tops sont une destination appréciée des randonneurs.

Le parc comporte plus de 1 350 km de sentiers et de chemins carrossables pour randonner dont 110 km du sentier des Appalaches. Le mont Le Conte est l'une des destinations les plus fréquentées du parc. Il s'élève à 2 010 m et possède le plus important dénivelé pour une montagne à l'est du Mississippi.
Un autre sentier populaire mène à la cime des Chimney Tops, nommés ainsi en raison de leur double sommet. Cette randonnée courte mais fatigante est récompensée par un panorama sur les pics environnants.
Les chutes Laurel et le Clingmans Dome offrent tous deux des chemins faciles, courts et goudronnés. Le sentier des chutes Laurel mène à une chute d'eau de 24 mètres de haut et le sentier du Clingmans Dome conduit à une tour d'observation située sur le sommet du même nom. Par temps clair, on peut y profiter d'une belle vue sur les montagnes du Tennessee et de Caroline du Nord.
Le parc offre des possibilités de randonnées plus longues grâce aux abris le long du sentier des Appalaches et aux sites de bivouac disséminés dans le parc. Il est également possible de pratiquer la randonnée à cheval et à vélo dans le parc.